# 오가사와라 나가히로
오가사와라 나가히로(小笠原長煕)는 에도 시대 중기의 다이묘로서 무사시 이와쓰키 번 제2대 번주, 도토미 가케가와번 초대 번주를 지냈다. 다다토모 계 오가사와라 가 제5대 당주.
| 전임 오가사와라 나가시게 | 제2대 이와쓰키 번 번주 (오가사와라 가) 1710년 ~ 1711년 | 후임 나가이 나오히로 |

| 전임 마쓰다이라 다다타카 | 제1대 가케가와번 번주 (오가사와라 가) 1711년 ~ 1739년 | 후임 오가사와라 나가쓰네 |